# Placiphorella
Genre
Synonymes
- Euplacophora Verrill & Smith, 1882[2]
- Langfordiella Dall, 1925[2]
- sous-genre Placophora (Euplacophora) Verrill & S. I. Smith, 1882[3]
- genre Placophora Verrill & S. Smith (in Verrill), 1882[3]
- Trochochiton Rochebrune, 1884[2]
- genre Trochodochiton Rochebrune, 1884[3]

Placiphorella est un genre de mollusques marins de la classe des polyplacophores.

## Liste d'espèces
Selon BioLib (21 mars 2019) :
- Placiphorella atlantica (Verrill & Smith, 1882)
- Placiphorella blainvillei W. J. Broderip, 1832
- Placiphorella borealijaponica Saito & Okutani, 1989
- Placiphorella borealis H. A. Pilsbry, 1893
- Placiphorella gowlettholmesae P. Kaas & R. A. van Belle, 1994
- Placiphorella japonica W. H. Dall, 1925
- Placiphorella pacifica Berry, 1919
- Placiphorella rufa S. S. Berry, 1917
- Placiphorella stimpsoni A. A. Gould, 1859
- Placiphorella velata (H. F. Carpenter & W. H. Dall, 1879)

Selon Catalogue of Life (21 mars 2019) :
- Placiphorella albitestae Is. Taki, 1954
- Placiphorella atlantica (Verrill & S. I. Smith in Verrill, 1882)
- Placiphorella blainvillii (Broderip in Broderip & Sowerby, 1832)
- Placiphorella borealijaponica Saito & Okutani, 1989
- Placiphorella borealis Pilsbry, 1893
- Placiphorella hanselmani R. N. Clark, 1994
- Placiphorella isaotakii Saito, Fujikura & Tsuchida, 2008
- Placiphorella mirabilis R. N. Clark, 1994
- Placiphorella okutanii Saito, Fujikura & Tsuchida, 2008
- Placiphorella pacifica Berry, 1919
- Placiphorella rufa Berry, 1917
- Placiphorella stimpsoni (Gould, 1859)
- Placiphorella velata (Carpenter MS, Dall, 1879)

Selon ITIS (21 mars 2019) :
- Placiphorella atlantica (A. E. Verrill & S. Smith, 1882)
- Placiphorella borealis Pilsbry, 1893
- Placiphorella mirabilis R. N. Clark, 1994
- Placiphorella rufa S. S. Berry, 1917
- Placiphorella stimpsoni (Gould, 1859)
- Placiphorella velata Dall, 1879

Selon World Register of Marine Species (21 mars 2019) :
- Placiphorella albitestae Is. Taki, 1954
- Placiphorella atlantica (Verrill & S. I. Smith in Verrill, 1882)
- Placiphorella blainvillii (Broderip in Broderip & Sowerby, 1832)
- Placiphorella borealijaponica Saito & Okutani, 1989
- Placiphorella borealis Pilsbry, 1893
- Placiphorella hanselmani R. N. Clark, 1994
- Placiphorella isaotakii Saito, Fujikura & Tsuchida, 2008
- Placiphorella mirabilis R. N. Clark, 1994
- Placiphorella okutanii Saito, Fujikura & Tsuchida, 2008
- Placiphorella pacifica Berry, 1919
- Placiphorella rufa Berry, 1917
- Placiphorella stimpsoni (Gould, 1859)
- Placiphorella velata (Carpenter MS, Dall, 1879)